# Laurencja
Laurencja – żeński odpowiednik imion Laurencjusz i Wawrzyniec. Patronką tego imienia jest św. Laurencja, towarzyszka św. Palacjaty, oraz bł. Laurencja Garasimiw, towarzyszka bł. Mikołaja Czarneckiego.
W Polsce imię jest rzadkie. W styczniu 2024 r. w rejestrze PESEL, wśród publicznie dostępnych danych dotyczących osób żyjących, wykazano 255 kobiet o imieniu Laurencja nadanym jako imię pierwsze.
Laurencja imieniny obchodzi 17 czerwca, 8 października i 18 grudnia.